# Ostfriesenabitur
Das Ostfriesenabitur stammt ursprünglich aus der ostfriesischen Stadt Wittmund. Es wird dort seit 1978 als touristische Attraktion angeboten und hat nichts mit dem schulischen Abitur zu tun. Das Ostfriesenabitur setzt sich aus mehreren traditionellen kulturellen Bräuchen zusammen. In der Regel wird es von Touristen oder Zugezogenen als eine Art Einbürgerungstest absolviert. Im Vordergrund der in etwa vierstündigen Veranstaltung steht hier der Spaß, und nebenbei lernt man einen Teil der ostfriesischen Kultur kennen. Voraussetzung ist leichtes und sportliches Schuhwerk, damit man im Freien an folgenden Disziplinen teilnehmen kann:
- Plattdeutsch (mündliche Prüfung)
- Straßenweitboßeln (ostfriesischer Nationalsport, die am weitesten geworfene Boßelkugel gewinnt)
- Löffeltrunk (Herzhafter Schnaps aus einem Zinnlöffel getrunken)
- Kuhmelken
- Straßenzielboßeln (ostfriesischer Nationalsport, mit Zielkegeln vergleichbar)
- Bessensmieten (Strauchbesenwerfen)
- Balkenlaufen (alternativ zum Padstockspringen)
- Padstockspringen (Grabenüberquerung mit Hilfe eines langen Stabes)

In einer Gastwirtschaft werden anschließend die folgenden Fächer geprüft:
- Ostfrieslandkunde (schriftliche Prüfung nach einem Kurzvortrag)
- Krabbenpulen von Granat aus der Nordsee
- Teetrinken (Teerunde mit ostfriesischer Teezeremonie)

Nach Beendigung aller Disziplinen und bestandener Prüfung wird ein Abiturzeugnis ausgestellt und zum Lohn gibt es ein Glas echt ostfriesische „Bohnensopp“, hergestellt nach ostfriesischer Tradition.
An dem touristischen Angebot in Wittmund ist in der Zeitschrift Ostfriesland-Journal kritisiert worden, es würden dabei „kulturgeschichtlich bedeutsame Alltagspraktiken einer Region aus lebendigen Kontexten gerissen und als Fragmente der Belustigung verkauft“.
Der damalige niedersächsische Wirtschaftsminister Philipp Rösler antwortete im Februar 2009 in einem Interview auf die Frage, ob er als „vollwertiger Niedersachse anerkannt“ werde, sarkastisch: „Spätestens seit ich das Ostfriesenabitur gemacht habe“.
Nach Auskunft der Wittmunder Tourist-Information hat es bis 2007 innerhalb von drei Jahrzehnten rund 150.000 Absolventen gegeben.